# カヴァヤ
カヴァヤ（アルバニア語: Kavajë）はアルバニア西部のティラナ州カヴァヤ県の都市と基礎自治体である。2015年に本基礎自治体にカヴァヤ、ゴーレム、シネイ、ルズ・イ・ヴォガルおよびヘルマスという基礎自治体の組み合わされた。2023年の人口は30,012人だった。サッカークラブはKSベサ・カヴァヤである。